# E40
La ruta europea E40 és una carretera que forma part de la Xarxa de carreteres europees. Comença a Calais (França) i finalitza a Astracan (Rússia). Té una longitud de 8.300 km i és per tant la ruta europea més llarga amb una orientació d'est a oest.